# Kazimierz Sioma
Kazimierz Sioma (ur. 1 stycznia 1941 w Siemierzu, zm. 17 marca 2013 w Łodzi) – polski kierownik produkcji filmowej.

## Filmografia
seriale
- 1970: Doktor Ewa
- 1983: UFO
- 1995: Akwarium, czyli samotność szpiega

film
- 1978: Wesela nie będzie
- 1984: Fetysz (film)
- 1996: Akwarium (film)
- 2005: Czas surferów